# NGC 409
NGC 409 је елиптична галаксија у сазвежђу Вајар која се налази на NGC листи објеката дубоког неба.
Деклинација објекта је - 35° 48' 20" а ректасцензија 1h 9m 33,2s. Привидна величина (магнитуда) објекта NGC 409 износи 13,0 а фотографска магнитуда 14,0. NGC 409 је још познат и под ознакама ESO 352-12, MCG -6-3-23, PGC 4132.